# Melissa Bettoni

a Compétitions nationales et continentales officielles uniquement.

b Matchs officiels uniquement.
Melissa Bettoni, née le 7 mai 1991 à Borgosesia (Italie), est une joueuse internationale italienne de rugby à XV évoluant au poste de talonneur.

## Biographie
Melissa Bettoni naît le 7 mai 1991 à Borgosesia en Italie. En 2022, elle joue pour le club de Stade rennais rugby en France. Elle compte 72 sélections en équipe d'Italie quand elle est retenue en septembre 2022 pour disputer sous les couleurs de son pays la Coupe du monde en Nouvelle-Zélande. Elle prend sa retraite après la Coupe du monde.